# Maputo
Maputo (korábbi nevén Lourenço Marques) 1898 óta Mozambik fővárosa, kikötőváros. A lakossága 2007-ben 1 100 000 fő volt, a metropolisz teljes területén összesen 1 766 000 lakos.
Mediterrán stílusú épületek jellemzik.

## Földrajz
A Delagoa-öbölbe ömlő Tembe folyó torkolatának északi partján, az országhatártól körülbelül 60 kilométerre fekszik.

### Éghajlat

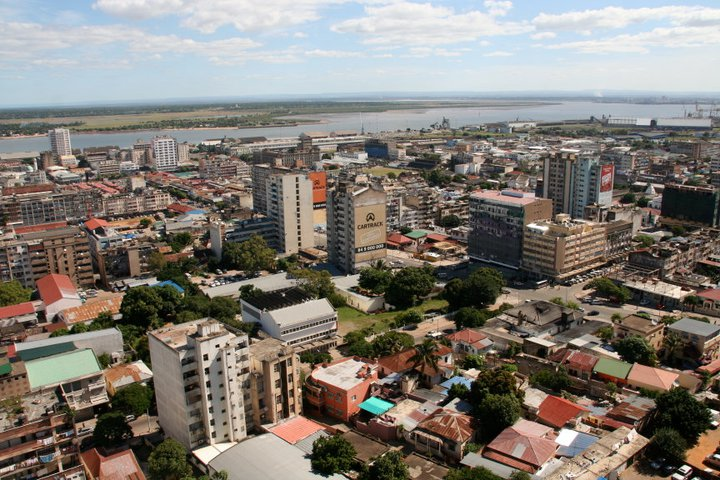
Városkép

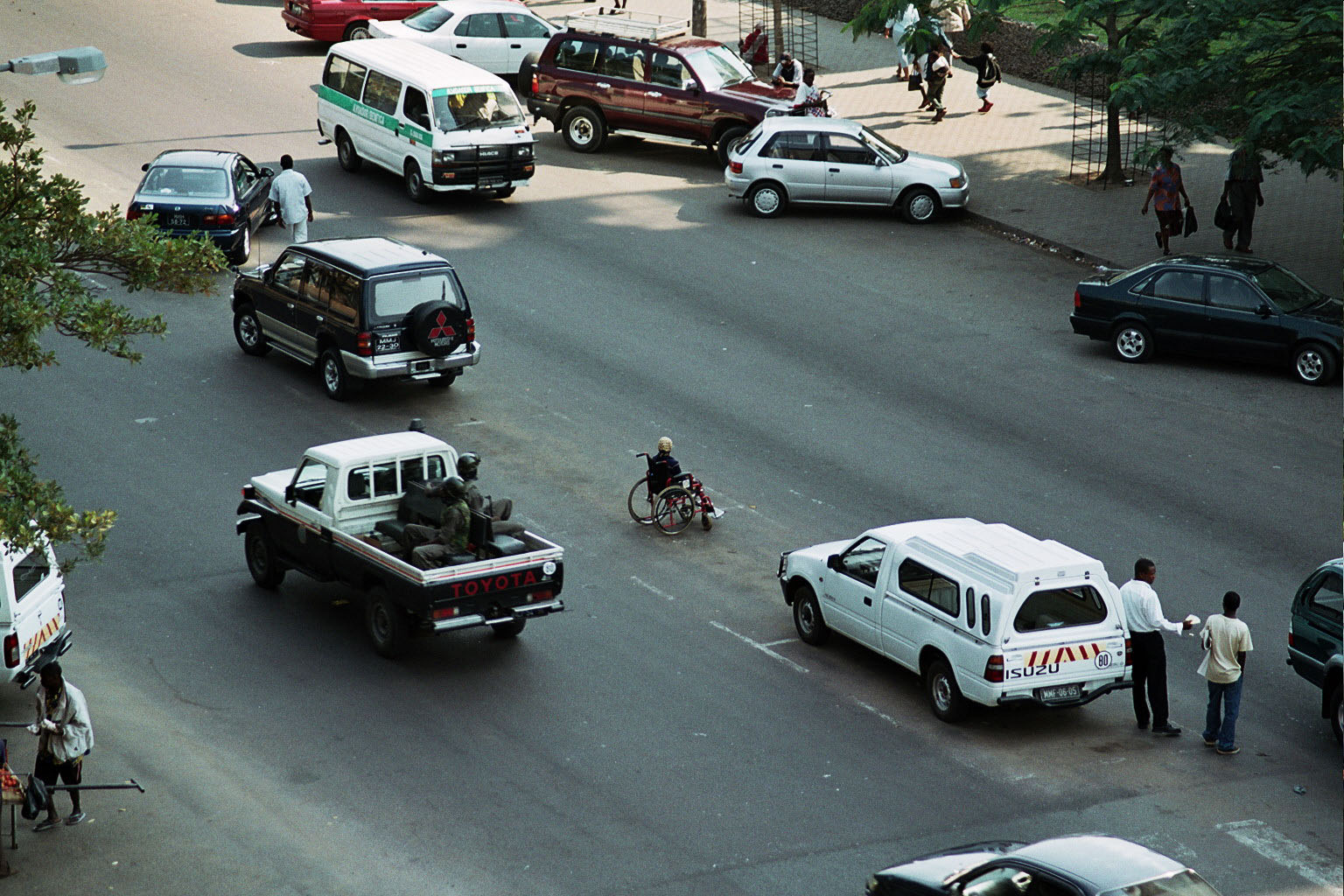
Utcakép, Maputo

Éghajlata trópusi szavanna, mely különösen a száraz évszakban kellemes. Leghűvösebb hónap a július, 18,2 °C átlaghőmérsékletével.
A déli féltekén a nyári félév az esős évszak, ekkor szinte a teljes évi csapadékmennyiség lehullik, átlag 780 mm. a fülledt hőség 25,4 °C középhőmérséklet átlagával januárban tetőzik.
| Hónap                                                  | Jan. | Feb. | Már. | Ápr. | Máj. | Jún. | Júl. | Aug. | Szep. | Okt. | Nov. | Dec. | Év   |
| ------------------------------------------------------ | ---- | ---- | ---- | ---- | ---- | ---- | ---- | ---- | ----- | ---- | ---- | ---- | ---- |
| Rekord max. hőmérséklet (°C)                           | 43,0 | 39,0 | 40,0 | 39,0 | 38,0 | 34,0 | 36,0 | 39,0 | 36,0  | 35,0 | 44,0 | 44,0 | 44,0 |
| Átlagos max. hőmérséklet (°C)                          | 29,9 | 29,6 | 29,3 | 27,8 | 26,4 | 24,6 | 24,4 | 25,3 | 26,1  | 26,5 | 27,4 | 29,1 | 27,2 |
| Átlaghőmérséklet (°C)                                  | 26,1 | 26,0 | 25,4 | 23,6 | 21,6 | 19,5 | 19,3 | 20,4 | 21,7  | 22,4 | 23,6 | 25,3 | 22,9 |
| Átlagos min. hőmérséklet (°C)                          | 22,3 | 22,3 | 21,5 | 19,4 | 16,8 | 14,4 | 14,2 | 15,4 | 17,2  | 18,3 | 19,7 | 21,4 | 18,6 |
| Rekord min. hőmérséklet (°C)                           | 16,0 | 17,0 | 16,0 | 11,0 | 8,0  | 4,0  | 1,0  | 7,0  | 9,0   | 12,0 | 11,0 | 15,0 | 1,0  |
| Átl. csapadékmennyiség (mm)                            | 171  | 130  | 105  | 56   | 32   | 17   | 19   | 15   | 44    | 54   | 81   | 85   | 809  |
| Havi napsütéses órák száma                             | 248  | 226  | 248  | 240  | 248  | 240  | 248  | 248  | 248   | 217  | 210  | 217  | 2838 |
| Forrás: World Meteorological Organization, BBC Weather |      |      |      |      |      |      |      |      |       |      |      |      |      |

## Története
A város korábbi nevét Lourenço Marques portugál kereskedőről kapta, aki elsőként Európából felfedezte a területet.
A függetlenség kikiáltása után a város nevét Maputóra változtatták, a Maputo folyó után, ami a várostól délre a Maputo öbölbe torkollik.

## Gazdasága
Maputó iparát fémipari üzemek, bútor- és cipőgyárak, pamutfonó- és szövő gyárak, élelmiszeripari üzemek képviselik. Matola elővárosában kőolaj-finomító, cement- és műtrágyagyár is létesült.
A kikötő áruforgalmának nagy része a szomszédos országokból származik, ami Mozambikot jelentős tranzitilletékhez juttatja. A szváziföldi vasérc exportját a Matola-Rio-i konténerkikötő végzi.
A mozambiki áruk közül kesudiót, koprát, és trópusi keményfákat raknak hajóra.

## Közlekedés
A légi személyforgalmat a Maputótól 6 km-re északnyugatra fekvő Mavalane nemzetközi repülőtér bonyolítja le.
A fővárost a dél-afrikai transvaali bányavidékkel, Szvázifölddel és Zimbabwével vasútvonalak kapcsolják össze.

## Nevezetességek
- Nemzeti Múzeuma - földtani, természettudományi gyüjteménye nagyrészt mozambiki leleteket tartalmaz.